# Moperon
Moperon (handelsnamn Luvatren) är ett äldre antipsykotiskt läkemedel tillhörande gruppen fentiaziner.
Preparatet används fortfarande i vissa andra länder men finns ej längre registrerat i FASS.